# Gavin Beavers
Gavin Lee Beavers (ur. 29 kwietnia 2005 w Henderson) – amerykański piłkarz występujący na pozycji bramkarza, od 2023 roku zawodnik Real Salt Lake.
W czerwcu 2021 w barwach Real Monarchs (filii Real Salt Lake) został najmłodszym bramkarzem, który wystąpił w USL Championship, w wieku 16 lat rozgrywając mecz z San Antonio FC (1:1).